# Роанн, Андре
Андре Роанн (фр. André Roanne, настоящее имя — Андре Луи Альбер Рау фр. André Albert Louis Rahou; 22 сентября 1896, Париж, Франция — 4 сентября 1959, Канны, Франция) — французский киноактёр. За время актёрской карьеры снялся в 90 фильмах. Иногда также выступал помощником режиссёра, сценаристом, техником и монтажёром фильмов.

## Биография
Родился 22 сентября 1896 года в Париже в семье торговцев. Дебютировал в кино в 1914 году еще будучи подростком, снимаясь в короткометражных фильмах студии Gaumont. Очень быстро он стал одним из самых востребованных актеров и звездой немого кино 1920-х, снимаясь во Франции, Германии, Великобритании и Австрии. Сотрудничал с такими французскими и иностранными режиссерами, как Гастон Равель, Жак Фейдер, Анри Руссель, Луи Меркантон, Жак де Баронселли, Анатоль Литвак и Кармине Галлоне.
На рубеже 1930-х годов Андре Роанн без сложностей перешел от немого до звукового кино, продолжая играть романтических героев как в Париже, так и в Берлине, куда его часто приглашали для участия в кинопроектах студии UFA. В 1930-х снимался преимущественно в простых драмах и комедиях, часто в паре с Фернанделем.
Во время Второй мировой войны не снимался. В 1950-х играл ведущие роли в комедиях с участием Фернанделя и значительно скромнее в других фильмах, в частности таких режиссеров, как Ив Аллегре и Саша Гитри.
Свою последнюю роль, комиссара полиции, Роанн сыграл в криминальной драме «Нищий и красавица» (1957) режиссера Анри Вернея с участием Анри Видаля и Милен Демонжо.
Умер 4 сентября 1959 года в Каннах в возрасте 62 лет.